# Jakob von der Schulenburg
Jakob von der Schulenburg (* 25. März 1515 in Beetzendorf; † 28. März 1576 in Magdeburg, auch Jakob II.) war ein kaiserlicher Feldmarschall.

## Leben

### Familie
Jakob II. war Angehöriger des namhaften altmärkischen Adelsgeschlechts von der Schulenburg. Seine Eltern waren Matthias III. von der Schulenburg († 1542) und Margarethe von der Lühe († 1525). Er vermählte sich 1548 mit Armgard von Münchhausen (1530–1579). Die Ehe blieb kinderlos.

### Werdegang
Jakob, vom Vater für den Zivildienst vorgesehen, studierte zunächst in Prag und Paris. Da sich Jakob jedoch stark dem Soldatenstand zugezogen fühlte, verließ er ohne Wissen des Vaters Paris und begab sich in kaiserliche Militärdienste. Er zog unter Antonius de Leva gegen die Türken, wurde gefangen genommen und lebte zwei Jahre als Sklave, bevor ihn König Sigismund I. von Polen für 400 Dukaten auslöste. Er kam daraufhin an den brandenburgischen Kurfürstenhof, wo er bis 1542 blieb. Gemeinsam mit Kurfürst Joachim nahm er am Reichstag in Speyer teil und zog anschließend mit dem Kurfürsten als Oberst der Trabanten erneut in den Türkenkrieg. Bei der Belagerung von Ofen kämpfte er gemeinsam mit seinem Vater, der inzwischen in dessen Militärdienst eingewilligt hatte, wurde aber schwer verwundet.
1545 wurde Jakob kaiserlicher Rittmeister und diente unter der Führung Herzogs Moritz von Sachsen. Dieser machte in 1548 zum Hauptmann in Gommern und übertrug ihm 1550 die Belagerung von Magdeburg. Magdeburg sollte das Augsburger Interim anerkennen, was 1551 nach der Kapitulation der Stadt auch geschah. 1552 zog er nach Tirol, Innsbruck und schließlich erneut nach Ungarn gegen die Türken. Er machte auch den Zweiten Markgrafenkrieg an der Seite von Moritz von Sachsen und Heinrichs von Braunschweig mit. Hier bekleidete er die Stellung eines braunschweigischen Oberst-Feldmarschalls. Im Jahr 1557 zog er für Kaiser Ferdinand I. erneut in den Türkenkrieg. Dieser schlug ihn zu diesem Anlass zum Ritter. 1563 wurde er gemeinsam mit seinen Brüdern Alexander und Daniel von Kaiser Ferdinand I. in den Reichsfreiherrenstand erhoben. 1566 zog Jakob als Oberst über 1000 Reiter abermals wider die Türken, dieses Mal für Kaiser Maximilian II. Er avancierte 1567 zum Reichsfeldmarschall, muss aber den Reichsmilitärdienst wenig später verlassen haben.
Er begleitete 1575 seinen Kurfürsten Johann Georg von Brandenburg zum Reichstag nach Regensburg. Dort erkrankte er und wurde seinem Wunsch gemäß, um der Heimat näher zu sein, nach Magdeburg verbracht, wo er nach zehn Wochen auf dem Krankenlager verstarb.

### Gutsbesitz
Aus väterlichem Erbe behielt er nach dem Erbvergleich mit seinen Brüdern letztlich 1/2 Angern. Von Achaz von Veltheim erwarb er die Dörfer Hörsicht und Bülitz, welche ursprünglich mansfeldische Lehen waren, die er mit Angern in eine Gutswirtschaft zusammenlegte. Vom brandenburgischen Kurfürsten Joachim von Brandenburg hatte er noch Mahlwinkel dazu erhalten. In den tatsächlichen Besitz daran konnten jedoch erst seinen Neffen und Erben eintreten.
Jakob ließ in Angern die Dorfkirche errichten und stattete diese mit Ornat und Beirat im Wert von 600 Reichstalern aus. Weitere 500 Reichstaler ließ er verzinsen, wovon der jeweilige Pfarrer in Angern partizipieren sollte.